# Championnat du Japon de football 2004
Navigation
J1 League 2003 J1 League 2005
Le Championnat du Japon de football 2004 est la 39e édition de la première division japonaise et la 12e édition de la J.League. Le championnat a débuté le 13 mars 2004 et s'est achevé le 11 décembre 2004. 
Deux phases (aller-retour) regroupant 16 équipes, le vainqueur de chaque phase se rencontre pour l'attribution du titre.
Pour un championnat à 18 équipes les deux premiers de la J League 2 2004 sont promus et le 16e dispute un match de barrage contre le 3e de J League 2 2004.

## Les clubs participants
Les 14 de la J League 2003 et les deux premiers de la J2 League 2003 participent à la compétition.
| Club                      | Dernière montée | Ville     | Classement 2003 | Entraîneur         | Depuis | Stade                            | Capacité | Nombre de saisons |
| ------------------------- | --------------- | --------- | --------------- | ------------------ | ------ | -------------------------------- | -------- | ----------------- |
| Yokohama F. Marinos       | -               | Yokohama  | 1er             | Takeshi Okada      | 2003   | Stade Nissan                     | 72 327   | 12                |
| Júbilo Iwata              | 1994            | Iwata     | 2e              | Masakuni Yamamoto  | 2004   | Stade Yamaha                     | 16 893   | 11                |
| JEF United Ichihara Chiba | -               | Ichihara  | 3e              | Ivan Osim          | 2003   | ZA Oripri Stadium                | 14 051   | 12                |
| FC Tokyo                  | 2000            | Tokyo     | 4e              | Hiromi Hara        | 2002   | Stade Ajinomoto                  | 50 000   | 5                 |
| Kashima Antlers           | -               | Kashima   | 5e              | Toninho Cerezo     | 2000   | Stade de Kashima                 | 40 728   | 12                |
| Urawa Red Diamonds        | 2001            | Saitama   | 6e              | Guido Buchwald     | 2004   | Stade Saitama 2002               | 63 700   | 11                |
| Nagoya Grampus Eight      | -               | Nagoya    | 7e              | Nelsinho Baptista  | 2003   | Stade Toyota                     | 45 000   | 12                |
| Tokyo Verdy 1969          | -               | Tokyo     | 8e              | Osvaldo Ardiles    | 2003   | Stade Ajinomoto                  | 50 000   | 12                |
| Cerezo Osaka              | 2003            | Osaka     | 9e              | Shinji Kobayashi   | 2004   | Stade Nagai                      | 50 000   | 11                |
| Gamba Osaka               | -               | Suita     | 10e             | Akira Nishino      | 2002   | Stade commémoratif de l'Expo '70 | 21 000   | 12                |
| Shimizu S-Pulse           | -               | Shizuoka  | 11e             | Antoninho          | 2003   | Stade du parc Nihondaira         | 20 299   | 12                |
| Kashiwa Reysol            | 1995            | Kashiwa   | 12e             | Hiroshi Hayano     | 2004   | Hitachi Kashiwa Stadium          | 15 349   | 10                |
| Vissel Kobe               | 1997            | Kobe      | 13e             | Hiroshi Kato       | 2004   | Stade du parc Misaki             | 30 132   | 8                 |
| Oita Trinita              | 2003            | Ōita      | 14e             | Han Berger         | 2004   | Stade d'Oita                     | 40 000   | 2                 |
| Albirex Niigata           | 2004            | Niigata   | 1er             | Yasuharu Sorimachi | 2001   | Stade Denka                      | 42 300   | 1                 |
| Sanfrecce Hiroshima       | 2004            | Hiroshima | 2e              | Takeshi Ono        | 2002   | Grande Arche d'Hiroshima         | 50 000   | 11                |

- Tenant du titre et qualifié pour la Ligue des champions de l'AFC 2004
- Promu de la J League 2 2003

### Localisation des clubs
| \| Clubs du Grand Tokyo · Kashima Antlers (Ibaraki) · Urawa Red Diamonds (Saitama) · Yokohama F. Marinos (Kanagawa) · FC Tokyo (Tokyo) · JEF United Ichihara Chiba (Chiba) · Kashiwa Reysol (Chiba) · Tokyo Verdy 1969 (Tokyo) Grand Tokyo Albirex Niigata Nagoya Grampus Eight Shimizu S-Pulse Júbilo Iwata Gamba Osaka Oita Trinita Sanfrecce Hiroshima Cerezo Osaka Vissel Kobe \| Localisation des clubs engagés dans le championnat. |
| Clubs du Grand Tokyo · Kashima Antlers (Ibaraki) · Urawa Red Diamonds (Saitama) · Yokohama F. Marinos (Kanagawa) · FC Tokyo (Tokyo) · JEF United Ichihara Chiba (Chiba) · Kashiwa Reysol (Chiba) · Tokyo Verdy 1969 (Tokyo) Grand Tokyo Albirex Niigata Nagoya Grampus Eight Shimizu S-Pulse Júbilo Iwata Gamba Osaka Oita Trinita Sanfrecce Hiroshima Cerezo Osaka Vissel Kobe                                                           |

| Clubs du Grand Tokyo · Kashima Antlers (Ibaraki) · Urawa Red Diamonds (Saitama) · Yokohama F. Marinos (Kanagawa) · FC Tokyo (Tokyo) · JEF United Ichihara Chiba (Chiba) · Kashiwa Reysol (Chiba) · Tokyo Verdy 1969 (Tokyo) Grand Tokyo Albirex Niigata Nagoya Grampus Eight Shimizu S-Pulse Júbilo Iwata Gamba Osaka Oita Trinita Sanfrecce Hiroshima Cerezo Osaka Vissel Kobe |

| Rang | Équipe                    | Pts | J  | G  | N | P | Bp | Bc | Diff |
| ---- | ------------------------- | --- | -- | -- | - | - | -- | -- | ---- |
| 1    | Yokohama F. Marinos       | 36  | 15 | 11 | 3 | 1 | 26 | 13 | +13  |
| 2    | Júbilo Iwata              | 34  | 15 | 11 | 1 | 3 | 31 | 16 | +15  |
| 3    | Urawa Red Diamonds        | 25  | 15 | 7  | 4 | 4 | 30 | 24 | +6   |
| 4    | Gamba Osaka               | 24  | 15 | 7  | 3 | 5 | 31 | 23 | +8   |
| 5    | Kashima Antlers           | 24  | 15 | 7  | 3 | 5 | 18 | 14 | +4   |
| 6    | FC Tokyo                  | 23  | 15 | 6  | 5 | 4 | 19 | 19 | 0    |
| 7    | JEF United Ichihara Chiba | 22  | 15 | 5  | 7 | 3 | 28 | 23 | +5   |
| 8    | Nagoya Grampus Eight      | 20  | 15 | 5  | 5 | 5 | 24 | 22 | +2   |
| 9    | Tokyo Verdy 1969          | 19  | 15 | 5  | 4 | 6 | 21 | 23 | -2   |
| 10   | Oita Trinita              | 17  | 15 | 5  | 2 | 8 | 21 | 27 | -6   |
| 11   | Shimizu S-Pulse           | 16  | 15 | 3  | 7 | 5 | 20 | 27 | -7   |
| 12   | Vissel Kobe               | 15  | 15 | 3  | 6 | 6 | 21 | 25 | -4   |
| 13   | Sanfrecce Hiroshima       | 15  | 15 | 3  | 6 | 6 | 15 | 19 | -4   |
| 14   | Albirex Niigata           | 14  | 15 | 3  | 5 | 7 | 16 | 25 | -9   |
| 15   | Kashiwa Reysol            | 12  | 15 | 3  | 3 | 9 | 14 | 22 | -8   |
| 16   | Cerezo Osaka              | 10  | 15 | 2  | 4 | 9 | 17 | 30 | -13  |

| Rang | Équipe                    | Pts | J  | G  | N | P  | Bp | Bc | Diff |
| ---- | ------------------------- | --- | -- | -- | - | -- | -- | -- | ---- |
| 1    | Urawa Red Diamonds        | 37  | 15 | 12 | 1 | 2  | 40 | 15 | +25  |
| 2    | JEF United Ichihara Chiba | 28  | 15 | 8  | 4 | 3  | 27 | 22 | +5   |
| 3    | Gamba Osaka               | 27  | 15 | 8  | 3 | 4  | 38 | 25 | +13  |
| 4    | Kashima Antlers           | 24  | 15 | 7  | 3 | 5  | 23 | 17 | +6   |
| 5    | Nagoya Grampus Eight      | 24  | 15 | 7  | 3 | 5  | 25 | 21 | +4   |
| 6    | Yokohama F. Marinos       | 23  | 15 | 6  | 5 | 4  | 21 | 17 | +4   |
| 7    | Albirex Niigata           | 23  | 15 | 7  | 2 | 6  | 31 | 33 | -2   |
| 8    | Vissel Kobe               | 21  | 15 | 6  | 3 | 6  | 29 | 30 | -1   |
| 9    | Tokyo Verdy 1969          | 20  | 15 | 6  | 2 | 7  | 22 | 23 | -1   |
| 10   | FC Tokyo                  | 18  | 15 | 4  | 6 | 5  | 21 | 22 | -1   |
| 11   | Sanfrecce Hiroshima       | 16  | 15 | 3  | 7 | 5  | 21 | 23 | -2   |
| 12   | Cerezo Osaka              | 16  | 15 | 4  | 4 | 7  | 25 | 34 | -9   |
| 13   | Júbilo Iwata              | 14  | 15 | 3  | 5 | 7  | 23 | 28 | -5   |
| 14   | Shimizu S-Pulse           | 13  | 15 | 4  | 1 | 10 | 17 | 26 | -9   |
| 15   | Kashiwa Reysol            | 13  | 15 | 2  | 7 | 6  | 15 | 27 | -12  |
| 16   | Oita Trinita              | 13  | 15 | 3  | 4 | 8  | 14 | 29 | -15  |

## Finale
| 5 décembre 2004 | Yokohama F. Marinos | 1 - 0   | Urawa Red Diamonds | Stade International de Yokohama, Yokohama        |                                                  |
|                 | Kawai 66e           | (0 - 0) |                    | Spectateurs : 64 899 Arbitrage : Masayoshi Okada | Spectateurs : 64 899 Arbitrage : Masayoshi Okada |

| 11 décembre 2004 | Urawa Red Diamonds | 1 - 0   | Yokohama F. Marinos | Saitama Stadium 2002, Saitama                  |                                                |
|                  | Alex 76e           | (0 - 0) |                     | Spectateurs : 59 715 Arbitrage : Toru Kamikawa | Spectateurs : 59 715 Arbitrage : Toru Kamikawa |
|                  | Tirs au but 2 - 4  |         |                     | Spectateurs : 59 715 Arbitrage : Toru Kamikawa | Spectateurs : 59 715 Arbitrage : Toru Kamikawa |

## Classement Final
| Rang | Équipe                    | Pts | J  | G  | N  | P  | Bp | Bc | Diff |
| ---- | ------------------------- | --- | -- | -- | -- | -- | -- | -- | ---- |
| 1    | Urawa Red Diamonds        | 62  | 30 | 19 | 5  | 6  | 70 | 39 | +31  |
| 2    | Yokohama F. Marinos T     | 59  | 30 | 17 | 8  | 5  | 47 | 30 | +17  |
| 3    | Gamba Osaka               | 51  | 30 | 15 | 6  | 9  | 69 | 48 | +21  |
| 4    | JEF United Ichihara Chiba | 50  | 30 | 13 | 11 | 6  | 55 | 45 | +10  |
| 5    | Júbilo Iwata S            | 48  | 30 | 14 | 6  | 10 | 54 | 44 | +10  |
| 6    | Kashima Antlers           | 48  | 30 | 14 | 6  | 10 | 41 | 31 | +10  |
| 7    | Nagoya Grampus Eight      | 44  | 30 | 12 | 8  | 10 | 49 | 43 | +6   |
| 8    | FC Tokyo L                | 41  | 30 | 10 | 11 | 9  | 40 | 41 | -1   |
| 9    | Tokyo Verdy 1969 C        | 40  | 30 | 11 | 6  | 13 | 43 | 46 | -3   |
| 10   | Albirex Niigata P         | 37  | 30 | 10 | 7  | 13 | 47 | 58 | -11  |
| 11   | Vissel Kobe               | 36  | 30 | 9  | 9  | 12 | 50 | 55 | -5   |
| 12   | Sanfrecce Hiroshima P     | 31  | 30 | 6  | 13 | 11 | 36 | 42 | -6   |
| 13   | Oita Trinita              | 30  | 30 | 8  | 6  | 16 | 35 | 56 | -21  |
| 14   | Shimizu S-Pulse           | 29  | 30 | 7  | 8  | 15 | 37 | 53 | -16  |
| 15   | Cerezo Osaka              | 26  | 30 | 6  | 8  | 16 | 42 | 64 | -22  |
| 16   | Kashiwa Reysol            | 25  | 30 | 5  | 10 | 15 | 29 | 49 | -20  |

|  | Qualification pour la Ligue des champions de l'AFC 2004 |
|  | Barrages de relégation |
|  | T : Tenant du titre C : Vainqueur de la Coupe de l'Empereur 2004 L : Vainqueur de la Coupe de la Ligue 2004 S : Vainqueur de la Supercoupe du Japon 2004 P : Promu de D2 |

## Barrage promotion-relégation
Le match oppose le 16e de la première division contre le 3e de la deuxième division un match aller-retour.
| 4 décembre 2004 | Avispa Fukuoka | 0 - 2   | Kashiwa Reysol       | Level5 Stadium, Fukuoka                             |                                                     |
|                 |                | (0 - 0) | 47e Ono · 89e Yazawa | Spectateurs : 20 522 Arbitrage : Toshimitsu Yoshida | Spectateurs : 20 522 Arbitrage : Toshimitsu Yoshida |
|                 | Rapport        |         |                      | Spectateurs : 20 522 Arbitrage : Toshimitsu Yoshida | Spectateurs : 20 522 Arbitrage : Toshimitsu Yoshida |

| 12 décembre 2004 | Kashiwa Reysol         | 2 - 0   | Avispa Fukuoka | Hitachi Kashiwa Soccer Stadium, Kashiwa         |                                                 |
|                  | Unozawa 57e · Hato 61e | (0 - 0) |                | Spectateurs : 13 149 Arbitrage : Joji Kashihara | Spectateurs : 13 149 Arbitrage : Joji Kashihara |
|                  | Rapport                |         |                | Spectateurs : 13 149 Arbitrage : Joji Kashihara | Spectateurs : 13 149 Arbitrage : Joji Kashihara |

## Récompenses individuelles

### Classement des buteurs
| Rang | Nom           | Nationalité | Équipe              | Buts |
| 1    | Emerson       | Brésil      | Urawa Red Diamonds  | 27   |
| 2    | Masashi Oguro | Japon       | Gamba Ōsaka         | 20   |
| 3    | Ryuji Bando   | Japon       | Vissel Kobe         | 17   |
| 3    | Marques       | Brésil      | Sanfrecce Hiroshima | 17   |
| 5    | Rodrigo Gral  | Japon       | Júbilo Iwata        | 16   |

## Parcours continental des clubs
Le parcours des clubs japonais en Ligue des champions de l'AFC est important puisqu'il détermine le coefficient AFC japonais, et donc le nombre de clubs japonais présents dans la compétition les années suivantes.
| Club                | Compétition         | Résultat        | Ultime(s) adversaire(s) | Ultime(s) adversaire(s) | Ultime(s) adversaire(s) |
| ------------------- | ------------------- | --------------- | ----------------------- | ----------------------- | ----------------------- |
| Yokohama F. Marinos | Ligue des champions | Phase de Groupe | Seongnam FC             | Persik Kediri           | Bình Định               |
| Júbilo Iwata        | Ligue des champions | Phase de Groupe | Jeonbuk Hyundai Motors  | Shanghai Shenhua        | Police Tero             |